# Blasiales
Blasiales là một bộ rêu tản với chỉ 1 họ với 2 loài còn sinh tồn. Bộ này trong quá khứ được coi là một phần cả bộ Metzgeriales, nhưng phân tích phát sinh chủng loài phân tử gợi ý vị trí là cơ sở trong lớp Marchantiopsida.

## Phân loại
- Blasiales Stotler & Crandall-Stotler, 2000[4][5]
  - †Treubiitaceae Schuster, 1980
    - †Treubiites Schuster, 1966
      - †Treubiites kidstonii (Walton, 1925) Schuster, 1966

  - Blasiaceae von Klinggräff, 1858
    - Blasia Linnaeus, 1753
      - Blasia pusilla Linnaeus, 1753

    - Cavicularia Stephani, 1897 non Pavesi, 1881
      - Cavicularia densa Stephani, 1897